# Institut für Kunststoffverarbeitung

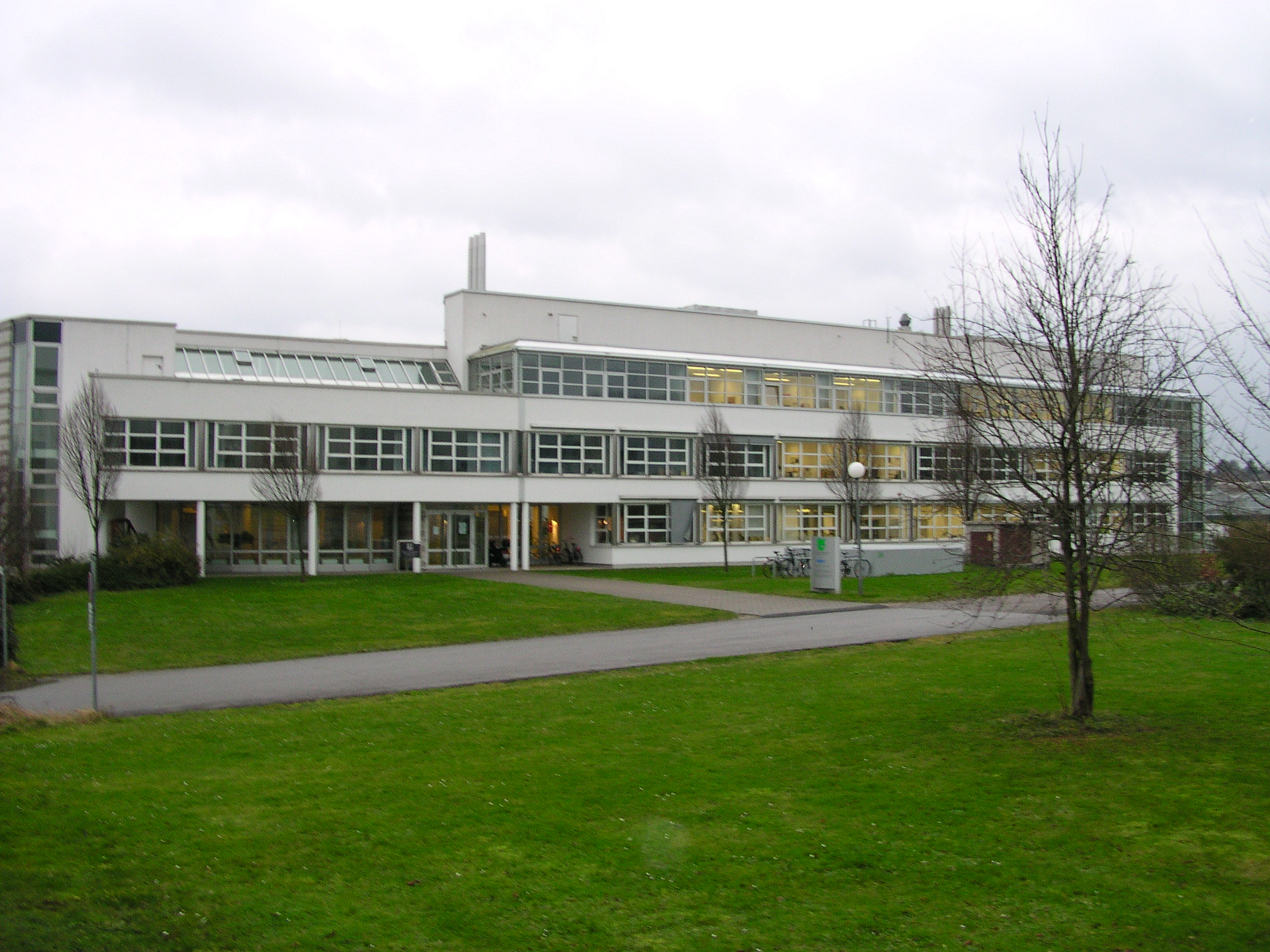
Institut für Kunststoffverarbeitung

Das Institut für Kunststoffverarbeitung (IKV) in Industrie und Handwerk an der Rheinisch-Westfälischen Technischen Hochschule Aachen ist ein Lehr- und Forschungsinstitut zum Studium der Kunststofftechnik und steht für praxisorientierte Forschung, Innovation und Technologietransfer. Schwerpunkt des IKV ist die integrative Betrachtung der Produktentwicklung in den Sparten Werkstoff, Konstruktion und Verarbeitung, im Besonderen in den Bereichen Kunststoff und Kautschuk. Träger ist eine gemeinnützige Fördervereinigung, der heute rund 300 Unternehmen aus der Kunststoffbranche weltweit angehören (Stand Dez. 2018) und über die das Institut eine enge Verbindung zwischen Industrie und Wissenschaft pflegt. Darüber hinaus ist das Institut für Kunststoffverarbeitung Mitglied in der Arbeitsgemeinschaft industrieller Forschungsvereinigungen „Otto von Guericke“ (AiF).
Das Institut wurde 1950 gegründet und gelangte mit seinen rund 350 Mitarbeitern europaweit zum größten Forschungs- und Ausbildungsinstitut auf dem Gebiet der Kunststofftechnik. Erster Institutsleiter war Karl Krekeler, dem 1959 Alfred Hermann Henning folgte. Von 1965 bis 1988 leitete Georg Menges das Institut und bis zu seinem Ruhestand im Jahr 2011, Walter Michaeli. Jetziger Leiter des Instituts und zugleich Geschäftsführer der Fördervereinigung ist seit 2011  Christian Hopmann. Er ist zudem Inhaber des Lehrstuhls für Kunststoffverarbeitung innerhalb der Fakultät für Maschinenwesen der RWTH Aachen.

## Die Aufgaben des Instituts
Die Aufgaben des Instituts sind:
- die wissenschaftliche und praxisorientierte Forschung auf dem Gebiet der Kunststofftechnik;
- die Ausbildung Studierender zu qualifizierten Nachwuchskräften für die Kunststoffindustrie;
- die Schulung von Praktikern in der Handwerkswirtschaft im Bereich der Kunststofftechnik.

## Struktur und Mitarbeiter
Die wissenschaftlichen Abteilungen Spritzgießen/PUR-Technologie, Extrusion und Weiterverarbeitung, Formteilauslegung/Werkstofftechnik und Faserverstärkte Kunststoffe sind die operativen Einheiten des Instituts. Das Zentrum für Kunststoffanalyse und Prüfung (KAP) am IKV unterstützt und berät die wissenschaftlichen Abteilungen und steht als Dienstleistungs- und Serviceeinheit der Industrie für Problemlösungen zur Verfügung. Die Abteilung Aus- und Weiterbildung ist bundesweit zuständig für den Technologietransfer in die Handwerkswirtschaft.
Bereits seit 1960 kooperiert das Institut mit der Gewerbeförderungsanstalt (GFA) im Bildungszentrum der Handwerkskammer Aachen (HWK) zusammen, das als Kursstätte für Kunststofftechnik sowohl für das IKV als auch für den Deutschen Verband für Schweißtechnik (DVS) und den Deutschen Verein des Gas- und Wasserfaches (DVGW) anerkannt und zertifiziert wurde. Dieser Bereich wurde 1983 auf Initiative des amtierenden HWK-Präsidenten Anton Immendorf in die Berufsbildungs- und Gewerbeförderungseinrichtung (BGE) in der Aachener Tempelhofer Straße überführt.
Zurzeit arbeiten am IKV 130 Mitarbeiter, darunter 80 Wissenschaftler, in Forschung, Entwicklung und Ausbildung. Sie werden von 220 studentischen Hilfskräften unterstützt. Neben den oben erwähnten Aufgaben ist ein Ziel des IKV, der Industrie Problemlösungen für die betriebliche Praxis zu liefern. Einzelprojekte, aber auch solche im Rahmen der industriellen Gemeinschaftsforschung führen dabei oft zu hochwertigen Produktideen und Entwicklungen, die im Sinne des angestrebten Technologietransfers neben größeren vor allem kleinen und mittelständischen Unternehmen zugutekommen sollen.